# Joan d'Enghien
Joan d'Enghien (en neerlandès Johan van Edingen) ([nascut (?) - mort a Opheilissem el 23 d'agost de 1281) fou bisbe de Tournai de 1267 al 1274 i príncep-bisbe del principat de Lieja del 28 de juliol de 1274 fins a la seva mort.
Joan pertanyia a la casa d'Enghien, una vella família noble originària dels comtats d'Hainaut i de Flandes. Joan era el fill del comte Sohier III d'Enghien i d'Alix de Zottegem.
El papa Gregori X i Rodolf I del Sacre Imperi Romanogermànic van sostenir la seva candidatura després de la deposició d'Enric de Gueldre. El tercer estat de la ciutat de Lieja va querellar-se amb l'administració bisbal arrel d'un decret imperial que va exemptar el clericat de certes taxes.
Durant el seu regne la Guerra de la Vaca va esclatar. Segons la llegenda, aquesta guerra va començar després d'un fet anodí, el robatori d'una vaca al camp de Ciney al principat i transportada a Andenne, al comtat de Namur, tot i que les causes n'eren més complexos. En va seguir una guerra de venja i revenja durant la qual uns quinze mil persones van perir i un gran nombre de pobles i castells van incendiar-se al Brabant i el Namur, el principat de Lieja i el Luxemburg. A la fi, el rei de França, Felip III va haver d'arbitrar per a terminar el conflicte. El fet que el comtat de Namur depenia del bisbat de Lieja per a les afers religiosos va complicar la situació i causar moltes disputes territorials i altres. Joan d'Enghien va morir abans de la conclusió del conflicte.
Hauria mort assassinat davant de l'abadia d'Opheilissem, prop de la ciutat de Tienen en circumstàncies poc clares. El seu predecessor destituït, Enric de Gueldre, l'hauria segrestat. Com que no va sostenir gaire els privilegis del capítol va refusar de sebollir-lo a la catedral de Sant Lambert. Uns anys més tard van nogensmenys decidir de transferir la seva despulla a la catedral.